# Eclipse solar del 10 de mayo de 2013

Tránsito del eclipse solar del 10 de mayo de 2013

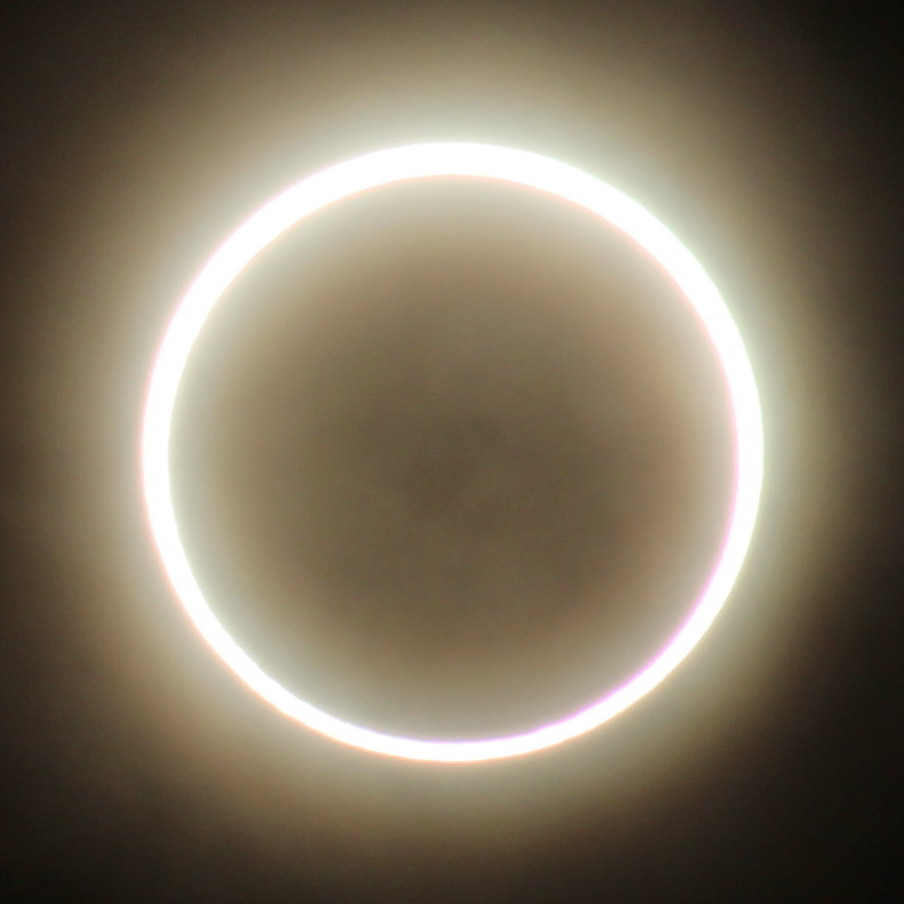
El eclipse visto desde Territorio del Norte, Australia

El eclipse solar del 10 de mayo de 2013 tuvo lugar en el océano Pacífico con una magnitud de 0,9544 y su faceta anular se mostró en el norte de Australia y en el sur del Pacífico, con una máxima visibilidad de 6 minutos y 3 segundos al este de la Polinesia Francesa. En contraste con el eclipse anterior, que también ocurrió en Australia, esta vez el diámetro angular de la Luna no bloqueó completamente al Sol, y cubrió solo hasta un 91,5%. Indonesia y Nueva Zelanda se oscurecieron parcialmente.
Un eclipse solar ocurre cuando la Luna transita entre la Tierra y el Sol, y oscurece total o parcialmente al Sol. Un eclipse solar anular ocurre cuando el diámetro angular es menor que el Sol, bloquea la mayor parte de su luz y causa que el Sol parezca una corona circular. Los eclipses anulares se ven como eclipses parciales en una región de miles de kilómetros. 

## Tránsito
La faceta anular del eclipse comenzó cerca de Canning Stock Route, al oeste de Australia. El Sol matutino solo estuvo a dos grados sobre el horizonte. El tránsito del eclipse se extendió hacia el noreste, pasó por una zona desértica escasamente poblada hasta alcanzar el golfo de Carpentaria. Al este del golfo pasó sobre la península del Cabo York. A una velocidad de 5000 kilómetros por hora, la sombra de la Luna siguió moviéndose hasta pasar por la gran barrera de coral y entrar al océano Pacífico. Tras moverse 800 kilómetros sobre el océano, la faceta anular se vio en Nueva Guinea, Woodlark y las islas Salomón. Luego pasó sobre Nauru y las islas Gilbert, y terminó a unos 5000 kilómetros al oeste de la costa de Perú.